# Drienovec
Drienovec (Hongaars: Somodi) is een Slowaakse gemeente in de regio Košice, en maakt deel uit van het district Košice-okolie.
Drienovec telt 1.882 inwoners. De meerderheid is etnisch Hongaar (zie Hongaarse minderheid in Slowakije).